# Lioscinella sabroskyi
Lioscinella sabroskyi är en tvåvingeart som beskrevs av Timothy M. Cogan och Smith 1982. Lioscinella sabroskyi ingår i släktet Lioscinella och familjen fritflugor. Inga underarter finns listade i Catalogue of Life.